# Samuel Loric
Samuel Loric (* 5. Juli 2000 in Vannes) ist ein französischer Fußballspieler, der beim 1. FC Magdeburg unter Vertrag steht.

## Karriere
Loric begann seine fußballerische Ausbildung bei der AS Ménimur, wo er von 2006 bis 2011 spielte. Bis 2019 spielte er anschließend beim OC Vannes. In der Saison 2017/18 spielte er bereits 18 Mal in der National 3 für die erste Mannschaft. Nach dem Aufstieg in die viertklassige National 2, schoss er dort 2018/19 ein Tor in 19 Ligaeinsätzen.
Im Sommer 2019 wechselte er zum FC Lorient, wo er jedoch zunächst nur in der zweiten Mannschaft eingeplant war. 2019/20 spielte er beim in der National 2 spielenden Zweitteam 12 Mal und bereits einmal in der Coupe de la Ligue. Für die gesamte Saison 2020/21 wurde er an den Drittligisten US Avranches verliehen. Während dieser Leihe spielte er 18 Drittligaspiele und traf dabei einmal für die USA. Nach seiner Rückkehr debütierte er am 21. November 2021 (14. Spieltag) bei einer 0:1-Niederlage gegen den SCO Angers in der Ligue 1. In der Saison 2021/22 war er noch kein Stammspieler, stand aber regelmäßig im Kader.
Im Januar 2023 wurde der Spieler zunächst bis Saisonende an die US Quevilly ausgeliehen. Im Anschluss wurde er fest verpflichtet. Am 29. August 2024 gab der 1. FC Magdeburg seine Verpflichtung bekannt.

## Erfolge
OC Vannes
- Aufstieg in die National 2: 2018